# Separata spjällhus

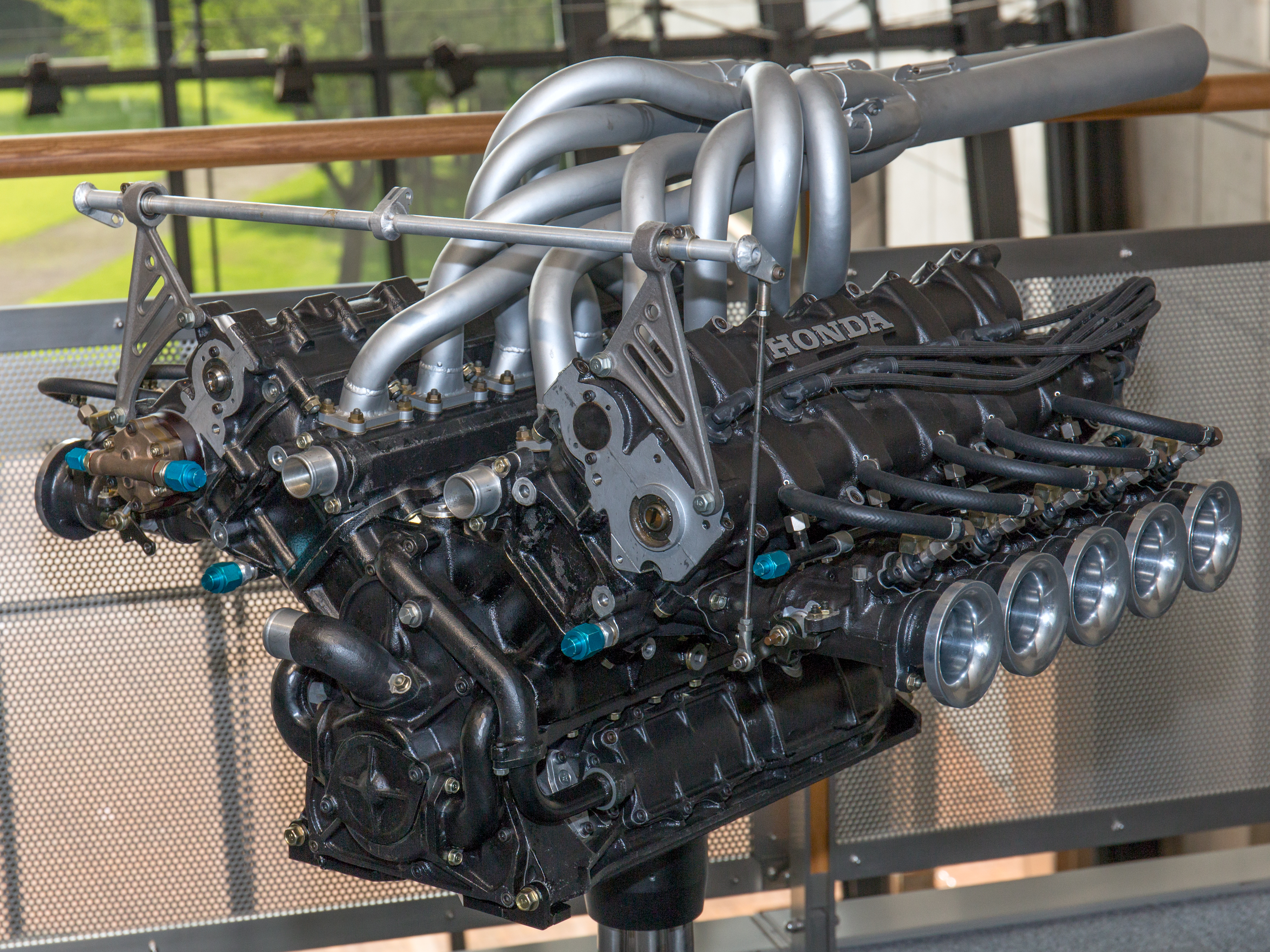
Honda F1-motor med Separata Spjällhus

Separata spjällhus (även kallat ITB, från engelska Individual Throttle Bodies) är ett insugssystem där varje cylinder i en förbränningsmotor har sitt eget individuella spjällhus istället för ett gemensamt. Denna teknik används främst i högprestandamotorer och inom motorsport eftersom den förbättrar gasrespons, luftflöde och effektuttag.

## Funktion och fördelar
Till skillnad från ett traditionellt insugssystem, där en enda spjällventil reglerar luftflödet till hela motorn, har separata spjällhus individuella spjällventiler för varje cylinder. Detta gör att varje cylinder får luft direkt utan att behöva passera genom ett längre förgrenat insug, vilket resulterar i snabbare gasrespons och bättre luftflöde. Eftersom luften fördelas mer jämnt, kan även bränsleinsprutningen optimeras för varje cylinder, vilket förbättrar både effekt och motorrespons vid höga varvtal.
ITB-system ger stora prestandafördelar, särskilt i motorer som är byggda för höga varvtal. Eftersom varje cylinder får en mer direkt lufttillförsel minskar restriktionerna i insuget, vilket gör att motorn kan varva högre och generera mer effekt. Den direkta luftvägen resulterar också i en linjär och responsiv gaspedal, vilket gör bilen mer förutsägbar vid körning på bana eller i tävlingssammanhang.

## Utmaningar och nackdelar
Trots fördelarna är separata spjällhus mer komplicerade än ett traditionellt insug. De kräver noggrann inställning för att alla spjäll ska öppna och stänga exakt samtidigt, och för att motorn ska gå jämnt på tomgång behöver systemet synkroniseras noggrant. Kalibreringen är viktig eftersom obalans mellan spjällen kan leda till ojämn gång och sämre prestanda.
En annan utmaning är att separata spjällhus minskar mängden vakuum som kan genereras i insuget. Eftersom varje cylinder får sin egen lufttillförsel blir det svårt att skapa ett stabilt vakuum för bromsservo och andra system som normalt drivs av motorns undertryck. Detta kan lösas genom att installera en separat vakuumpump eller genom att använda en fördelningsplenum som samlar vakuum från alla insugskanaler.

## Användningsområden och exempel
Separata spjällhus används ofta inom racing och på prestandabilar där snabb gasrespons och höga varvtal är viktiga. Många välkända motorer har haft ITB-system från fabrik, inklusive BMW:s S54-motor i E46 M3, Toyota 4A-GE Blacktop och Honda NSX:s C32B-motor. Dessa motorer är kända för sin höga effekt per liter och sitt direkta gaspådrag, vilket till stor del beror på användningen av separata spjällhus.
ITB-system är också populära inom tuningvärlden, där de ofta installeras på motorer som från början hade ett traditionellt insug. Exempel på vanliga motorer som konverteras till ITB inkluderar Honda K-serien, Nissan SR20 och Mazda 13B. I dessa applikationer används ofta specialtillverkade insug med anpassade spjällhus för att maximera luftflöde och prestanda.

## Ljud och körkänsla
En av de mest uppskattade aspekterna av ITB är det unika ljudet. Eftersom varje cylinder får luft genom sitt eget insug, skapas ett rått och aggressivt insugsljud, särskilt vid höga varvtal. Många förare beskriver ljudet som en kombination av ett djupt morrande på låga varv och ett högljutt skrik vid fullgas, särskilt om systemet används med öppna trattar istället för ett insug med luftfilterbox.

## Alternativ till separata spjällhus
För de som vill ha bättre gasrespons men inte vill gå hela vägen till ITB finns det andra alternativ. Ett större gemensamt spjällhus kan förbättra luftflödet utan att förändra insugssystemet helt, och en lättare svängmassa kan minska motorns tröghet och förbättra gasresponsen. Många moderna motorer använder också variabla insugssystem, där längden på insugsrören förändras beroende på varvtal för att optimera prestanda både vid låga och höga varv.

## Fotnoter
1. ↑  Heywood, J.B. "Internal Combustion Engine Fundamentals," McGraw-Hill Education, 1988.
2. ↑  Graham Bell, A. "Four-Stroke Performance Tuning," Haynes Publishing, 2000.
3. ↑  Smith, Martyn. "Tuning the A-Series Engine," Veloce Publishing, 2005.
4. ↑  David Vizard, "How to Build Horsepower," S-A Design, 1998.
5. ↑  Maximum Boost: Designing, Testing, and Installing Turbocharger Systems by Corky Bell, Robert Bentley, 1997.
6. ↑  Haltech – Guide till ECU-inställningar
7. ↑  BMW M Club – Teknisk genomgång av S54-motorn
8. ↑  Toyota 4A-GE Enthusiasts – Historia och modifikationer
9. ↑  Option Magazine – Japanska tuningguider
10. ↑  Mazda Motorsports – Teknisk guide till variabla insug